# Bud Abbott
William Alexander "Bud" Abbott (Asbury Park, 2 de outubro de 1897 – Los Angeles, 24 de abril de 1974), foi um ator norte-americano de burlesco, rádio, teatro, televisão e cinema, produtor e comediante. Ele é mais lembrado como o "homem sério" da dupla de comédia Abbott & Costello, junto com Lou Costello. Abbott esteve ativo por mais de 40 anos, aparecendo em papéis de televisão e cinema.

## Vida cedo
Abbott nasceu em Asbury Park, em 2 de outubro de 1897, em uma família de show business. Seus pais, Rae Fisher e Harry Abbott. trabalharam para o circo Barnum and Bailey. Vários anos após a família ter se mudado para o Brooklyn, Abbott abandonou a escola de gramática e começou a trabalhar no verão com seu pai no Dreamland Park em Coney Island. Quando ele tinha 15 anos, Abbott assinou como um menino de cabine em um navio norueguês, mas logo foi forçado a picar carvão. Ele voltaria para os Estados Unidos depois de um ano.
Seu pai era um veterano de longa data na Columbia Burlesque Wheel e instalou Bud nas bilheterias do Casino Theatre, no Brooklyn. Bud passou os anos seguintes em bilheterias burlescas. Em 1918 trabalhando em Washington, D.C., ele conheceu e se casou com Jenny Mae Pratt, uma dançarina burlesca e comediante que se apresentou como Betty Smith. Eles permaneceram juntos até sua morte, 55 anos depois. Em 1923, a Abbott produzi em programa de tabulação de vaudeville, chamado Broadway Flashes, que percorreu o circuito Gus Sun. Abbott começou a atuar como homem hetero no show, quando ele não podia mais pagar uma. Ele continuou produzindo e se apresentando em shows burlescos na roda da Mutual Burlesque, e como sua reputação cresceu, ele começou a trabalhar com comediantes veteranos como Harry Steppe e Harry Evanson. Abbott sofria de epilepsia a partir de cerca de 1926. Em 1964, ele sofreu o primeiro de uma série de derrames.

## Carreira

### Lou Costello e Hollywood
Abbott cruzou caminhos com Lou Costello em burlesco algumas vezes no início dos anos 1930, quando Abbott estava produzindo e se apresentando nos shows burlescos de Minsky e Costello era um cômico em ascensão. Eles trabalharam juntos em burlesque em 1935, no Eltinge Theatre, na 42nd Street, depois de uma doença marginalizada pelo parceiro habitual de Costello. Eles se uniram formalmente em 1936. e passaram a se apresentar juntos em shows burlescos, vaudeville, menestréios e shows.
Em 1938, eles receberam exposição nacional como frequentadores do programa de rádio Kate Smith Hour, o que levou a papéis em um musical da Broadway, The Streets of Paris. Em 1940, a Universal assinou a equipe de seu primeiro filme, One Night in the Tropics. Apesar de ter papéis menores, Abbott e Costello roubaram o filme com várias rotinas clássicas, incluindo uma versão abreviada de "Who's On First?".
Durante a Segunda Guerra Mundial. Abbott e Costello estavam entre as estrelas mais populares e mais bem pagas do mundo. Entre 1940 e 1956 eles fizeram 36 filmes e ganharam uma porcentagem dos lucros de cada um. Eles tinham seu próprio programa de rádio (The Abbott and Costello Show) ao longo dos anos 1940, primeiro na NBC de 1942 e 1947 e de 1947 a 1949 na ABC. Na década de 1950, eles apresentaram sua comédia para viver na televisão no The Colgate Comedy Hour, e lançaram sua própria série de meia hora, The Abbott and Costello Show.
Abbott apoiou muito seus parentes. Norman e Betty Abbott, filhos da irmã mais velha de Bud, Olive, começaram suas carreias trabalhando nos bastidores dos filmes de Abbott e Costello. Betty se tornou a supervisora de roteiro de longa data de Blake Edwards, e Norman dirigiu episódios de muitas séries de televisão, incluindo Leave It to Beaver, The Jack Benny Program, Sanford and Son e Welcome Back, Kotter.

### Tensão e divisão
As relações entre Abbott e Costello foram prejudicadas por disputas de egos e salários. Em seus dias burlescos, eles dividem seus ganhos em 60% a 40%, favorecendo a Abbott, porque o homem heterossexual sempre foi visto como o membro mais valioso da equipe. Isso acabou sendo alterado para 50%–50%, mas depois de um ano em Hollywood, Costello insistiu em uma divisão de 60% a 40% a seu favor, e assim permaneceu pelo restante de suas carreiras. Costello também exigiu que a equipe fosse renomeada para "Abbott and Costello", mas foi rejeitada pela Universal Studios, resultando em um "frio permanente" entre os dois parceiros, segundo a filha de Lou, Chris Costello, em sua biografia Lou's on First. Seu relacionamento foi ainda mais tenso pelo abuso de álcool da Abbott, um hábito motivado por seu desejo de evitar ataques epilépticos.
A popularidade da equipe diminuiu nos anos 1950, e eles foram atormentados por questões fiscais; o IRS exigiu impostos pesados, forçando os sócios (ambos gastadores e jogadores sérios) a vender a maior parte de seus ativos, incluindo os direitos de muitos de seus filmes. A Universal deixou seu contrato após 14 anos em 1955. No final de 1956, Costello se separaram em 1957. Lou Costello morreu em 3 de março de 1959. Abbott então planejava se unir a Eddie Foy Jr.

### Anos posteriores
Em 1960, a Abbott começou a se apresentar com um novo parceiro, Candy Candido, para boas críticas. Mas Abbott desistiu. dizendo que "ninguém poderia viver até Lou". No ano seguinte, Abbott se apresentou em um dramático episódio de televisão da General Electric Theater intitulado "The Joke on Me". Em 7 de dezembro de 1962, em Hollywood, um Abbott de cabelos grisalhos, segurando uma bengala, foi entrevistado por Jack Linkletter. Eles reprisaram "Who's on First?". Em 1966 Bud foi filmado ao lado de Elvis Presley e Barabara Stanwyck, em uma promoção para o evento de caridade. Um ano depois, Abbott deu sua própria voz para a série animada de Hanna-Barbera, The Abbott and Costello Show, com Stan Irwin fornecendo a voz de Lou Costello.

## Vida pessoal

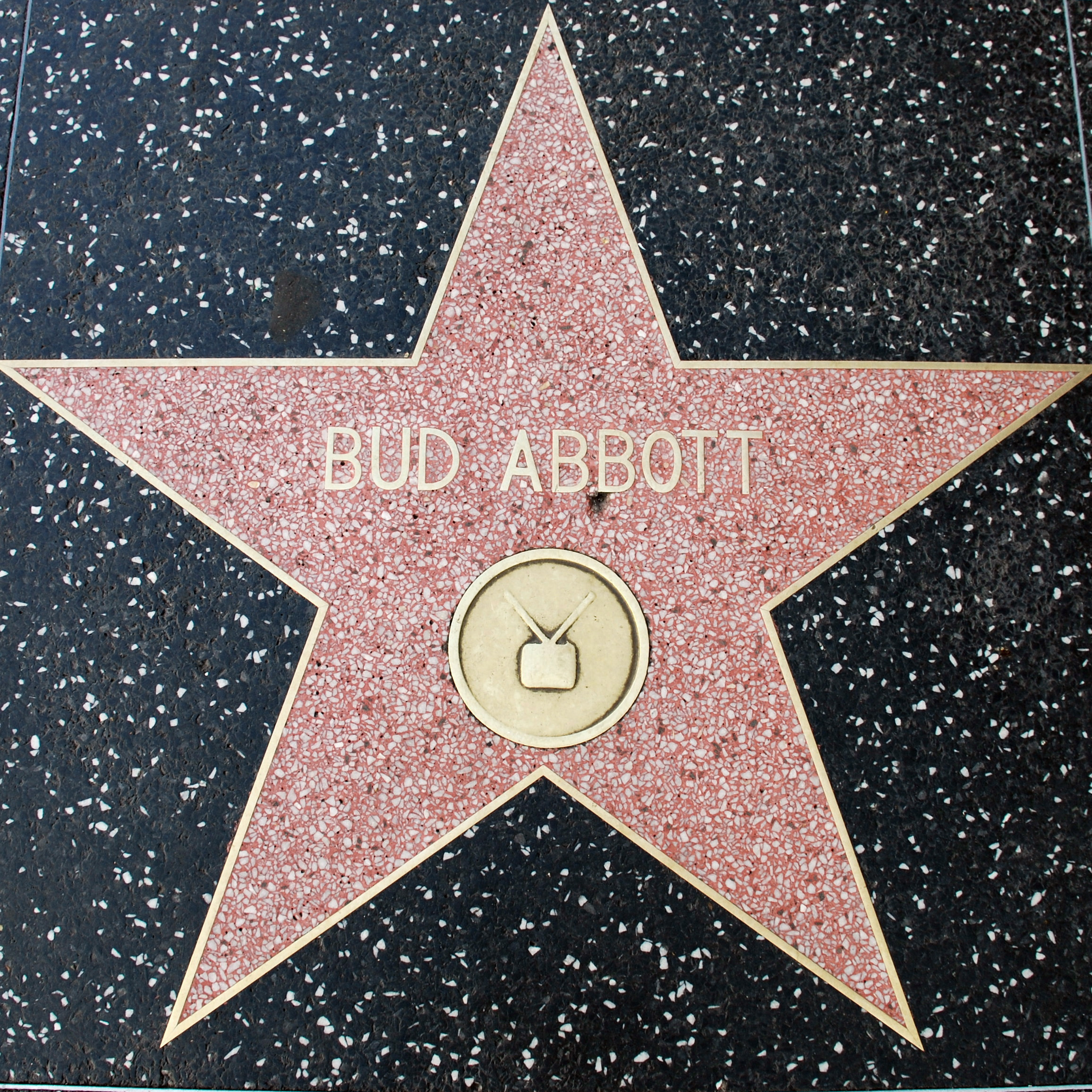
Estrela do ator na Calçada da Fama

Bud e Betty Abbott se casaram por 55 anos. O casal adotou dois filhos: Bud Jr. em 1942 e Vicki em 1949. Bud Jr. morreu em 19 de janeiro de 1997, aos 57 anos.
A Abbott tem três estrelas na Calçada da Fama de Hollywood: a estrela da rádio está localizada na 6333 Hollywood Boulevard, a estrela dos filmes está localizada na 1611 Vine Street, e a estrela da televisão está localizada na 6 740 Hollywood Boulevard.

## Morte
Abbott morreu de câncer aos 76 anos em 24 de abril de 1974, em sua casa em Woodland Hills, Los Angeles. Ele foi cremado e suas cinzas se espalhara pelo Oceano Pacífico. Sua viúva, Betty, morreu em 12 de setembro de 1981.
Quando Groucho Marx foi questionado sobre a Abbott logo após sua morte, sua resposta foi que Abbott era "o maior homem hetero de todos os tempos".

## Distinções e prêmios
Abbott e Costello estão entre os poucos funcionários que não são de beisebol a serem lembrados no Hall da Fama do Beisebol, embora não sejam indicados pelo próprio Hall. Uma placa e um disco de ouro do "Who's On First?" O sketch está em exibição permanente desde 1956, e a rotina é executada em um loop de vídeo sem fim na área de exibição.
Abbott e Costello têm três estrelas na Calçada da Fama de Hollywood por seu trabalho em rádio, televisão e filmes.
Em 1942, eles foram eleitos as estrelas de bilheteria número 1 do país pelos expositores.
Abbott recebeu o Lifetime Achievement Award por Atuação (postumamente) do Garden State Film Festival em 2006; foi aceito em seu nome por sua filha Vickie Abbott Wheeler.
Abbott é um participante do Hall da Fama de Nova Jersey em 2009.

## Filmografia
| Filme     | Filme                                              | Filme                      | Filme                      |
| Ano       | Filme                                              | Papel                      | Nota                       |
| --------- | -------------------------------------------------- | -------------------------- | -------------------------- |
| 1940      | One Night in the Tropics                           | Abbott                     | Estréia no cinema          |
| 1941      | Buck Privates                                      | Slicker Smith              |                            |
| 1941      | In the Navy                                        | Smoky Adams                |                            |
| 1941      | Hold That Ghost                                    | Chuck Murray               |                            |
| 1941      | Keep 'Em Flying                                    | Blackie Benson             |                            |
| 1942      | Ride 'Em Cowboy                                    | Duke                       |                            |
| 1942      | Rio Rita                                           | Doc                        |                            |
| 1942      | Pardon My Sarong                                   | Algy Shaw                  |                            |
| 1942      | Who Done It?                                       | Chick Larkin               |                            |
| 1943      | It Ain't Hay                                       | Grover Mickridge           |                            |
| 1943      | Hit the Ice                                        | Flash Fulton               |                            |
| 1944      | In Society                                         | Eddie Harrington           |                            |
| 1944      | Lost in a Harem                                    | Peter Johnson              |                            |
| 1945      | Here Come The Co-Eds                               | Slats McCarthy             |                            |
| 1945      | The Naughty Nineties                               | Dexter Broadhurst          |                            |
| 1945      | Abbott and Costello in Hollywood                   | Buzz Kurtis                |                            |
| 1946      | Little Giant                                       | John Morrison/Tom Chandler |                            |
| 1946      | The Time of Their Lives                            | Cuthbert/Dr. Greenway      |                            |
| 1947      | Buck Privates Come Home                            | Slicker Smith              | Sequência de Buck Privates |
| 1947      | The Wistful Widow of Wagon Gap                     | Duke Egan                  |                            |
| 1948      | The Noose Hangs High                               | Ted Higgins                |                            |
| 1948      | Abbott and Costello Meet Frankenstein              | Chick Young                |                            |
| 1948      | Mexican Hayride                                    | Harry Lambert              |                            |
| 1948      | 10,000 Kids and a Cop                              | Ele mesmo                  |                            |
| 1949      | Africa Screams                                     | Buzz Johnson               |                            |
| 1949      | Abbott and Costello Meet the Killer, Boris Karloff | Casey Edwards              |                            |
| 1950      | Abbott and Costello in the Foreign Legion          | Bud Jones                  |                            |
| 1951      | Abbott and Costello Meet the Invisible Man         | Bud Alexander              |                            |
| 1951      | Comin' Round The Mountain                          | Al Stewart                 |                            |
| 1952      | Jack and the Beanstalk                             | Mr. Dinklepuss             |                            |
| 1952      | Lost in Alaska                                     | Tom Watson                 |                            |
| 1952      | Abbott and Costello Meet Captain Kidd              | Rocky Stonebridge          |                            |
| 1953      | Abbott and Costello Go to Mars                     | Lester                     |                            |
| 1953      | Abbott and Costello Meet Dr. Jekyll and Mr. Hyde   | Slim                       |                            |
| 1955      | Abbott and Costello Meet the Keystone Kops         | Harry Pierce               |                            |
| 1955      | Abbott and Costello Meet the Mummy                 | Peter Patterson            |                            |
| 1956      | Dance With Me Henry                                | Bud Flick                  |                            |
| 1965      | The World of Abbott and Costello                   | -                          |                            |
| Televisão |                                                    |                            |                            |
| Ano       | Título                                             | Papel                      | Nota                       |
| 1952–1954 | The Abbott and Costello Show                       | Bud Abbott                 |                            |
| 1961      | General Electric Theater                           | Ernie Kauffman             |                            |
| 1967–1968 | The Abbott and Costello Cartoon Show               | Abbott (voz)               |                            |